# Юг штата Сеара (мезорегион)

Юг штата Сеара на карте.

Юг штата Сеара (порт. Mesorregião do Sul Cearense) — административно-статистический мезорегион в Бразилии, входит в штат Сеара. Население составляет 876 600 человек (на 2010 год). Площадь — 14 892,128 км². Плотность населения — 58,86 чел./км².

## Демография
Согласно сведениям, собранным в ходе переписи 2010 г. Национальным институтом географии и статистики (IBGE), население мезорегиона составляет:
| Полное население                            | Полное население                            | Полное население                            | Полное население                            | 876 600 |
| ------------------------------------------- | ------------------------------------------- | ------------------------------------------- | ------------------------------------------- | ------- |
| в том числе:                                | Городское население                         | 618 479                                     | Процент городского населения, %             | 70,55   |
|                                             | Сельское население                          | 258 121                                     | Процент сельского населения, %              | 29,45   |
|                                             | Мужское население                           | 424 307                                     | Процент мужского населения, %               | 48,40   |
|                                             | Женское население                           | 452 293                                     | Процент женского населения, %               | 51,60   |
| Плотность населения, чел/км²                | Плотность населения, чел/км²                | Плотность населения, чел/км²                | Плотность населения, чел/км²                | 58,86   |
| Население мезорегиона в % к населению штата | Население мезорегиона в % к населению штата | Население мезорегиона в % к населению штата | Население мезорегиона в % к населению штата | 10,37   |

## Статистика
- Валовой внутренний продукт на 2003 составляет 1 859 892 012,00 реалов (данные: Бразильский институт географии и статистики).
- Валовой внутренний продукт на душу населения на 2003 составляет 2244,59 реалов (данные: Бразильский институт географии и статистики).
- Индекс развития человеческого потенциала на 2000 составляет 0,662 (данные: Программа развития ООН).

## Состав мезорегиона
В мезорегион входят следующие микрорегионы:
1. Шапада-ду-Арарипи
2. Барру
3. Брежу-Санту
4. Каририасу
5. Карири